# SXGA

Standardní rozlišení obrazovky

SXGA (Super eXtended Graphics Array) je standard počítačových displejů s rozlišením 1280 × 1024 pixelů.
Jedná se o další stupeň v pomyslném žebříčku těchto standardů (je nad rozlišením XGA). Vyvinula jej IBM v roce 1990.
Na tomto standardu je zvláštní, že poměr stran nedává do té doby běžné 4:3, nýbrž 5:4 (1.25:1 místo 1.333:1). Obyčejný 4:3 monitor prostřednictvím tohoto pravidla bude mít spíše obdélníkové než čtvercové pixely což znamená, že případný obraz bude zkreslený, bude-li se jej snažit upravit speciální kompenzační software, což se projeví například u kruhů, které budou eliptické.
SXGA je nejčastějším nativním rozlišením u 17" a 19" LCD monitorů. LCD monitor s nativním rozlišením SXGA bude mít zpravidla fyzický poměr stran 5:4 při zachovaném poměru stran obrazových bodů 1:1.
1280 × 1024 se stalo populární zejména proto, že se při použití 24bitové hloubky kódování barev vejde i do 4 MB video RAM – je nutné si uvědomit, že v té době byla paměť velmi drahá.
- 1280 pixelů × 1024 pixelů = 1 310 720 pixelů
- 1 310 720 pixelů × 8 bitů / pixel = 10 485 760 bitů
- 10 485 760 bitů ÷ 8 bitů / bajt = 1 310 720 bajtů ÷ 1,0242 bajty / MiB = 1,25 MiB
- 1 310 720 pixelů × 24 bitů / pixel = 31 457 280 bitů
- 31 457 280 bitů ÷ 8 bitů / bajt = 3 932 160 bajtů ÷ 1,0242 bajty / MiB = 3,75 MiB